# Пано Амиандос
Пано Амѝандос (на гръцки: Πάνω Αμίαντος) е село в Кипър, окръг Лимасол. Според статистическата служба на Република Кипър през 2001 г. селото има 3 жители.
Намира се на 7 km югозападно от Киперунда.